# Aartsbisdom Bratislava

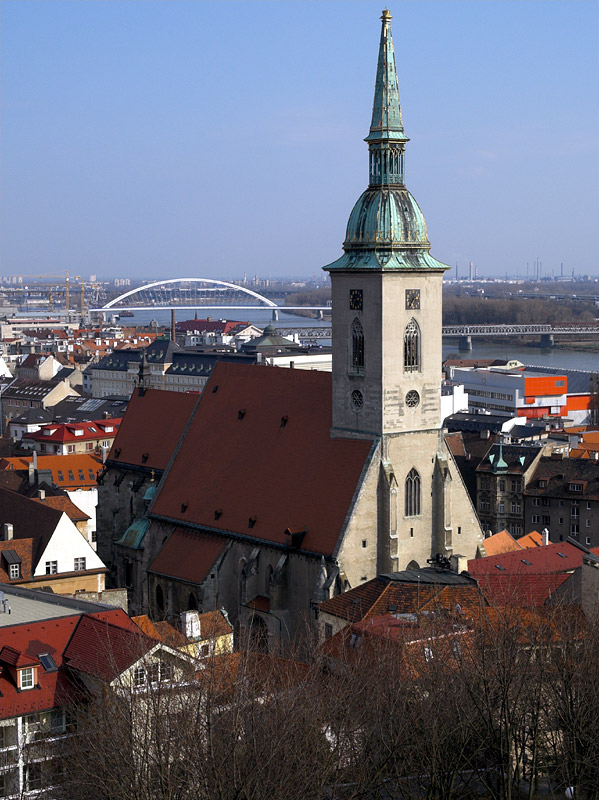
Sint-Maartenskathedraal (Bratislava)

Het aartsbisdom Bratislava (Latijn: Archidioecesis Bratislaviensis, Slowaaks: Bratislavská arcidiecéza, of Arcibiskupstvo Bratislava) is een in Slowakije gelegen rooms-katholiek aartsbisdom met zetel in de stad Bratislava. De aartsbisschop van Bratislava is metropoliet van de kerkprovincie Bratislava waartoe ook de volgende suffragane bisdommen behoren:
- Aartsbisdom Trnava
- Bisdom Banská Bystrica
- Bisdom Nitra
- Bisdom Žilina

## Geschiedenis
Het gebied van het huidige aartsbisdom Bratislava werd op 29 mei 1922 als Apostolische administratie Trnava afgesplitst van het Hongaarse aartsbisdom Esztergom. Op 30 december 1977 verhief paus Paulus VI de administratie met de apostolische constitutie Qui divino tot aartsbisdom Trnava. Bij decreet van de Congregatie voor de Bisschoppen werd op 31 mei 1995 de naam van het aartsbisdom veranderd in Bratislava-Trnava en werd de Sint-Maartenskerk in Bratislava verheven tot co-kathedraal.
Op 14 februari 2008 splitste paus Benedictus XVI het gebied met de apostolische constitutie Slovachiae sacrorum in het aartsbisdom Trnava en het aartsbisdom Bratislava. Tegelijk werd de metropolitane zetel verplaatst van Trnava naar Bratislava.

## Bisschoppen
- 2008-heden: Stanislav Zvolenský